# 7852 Itsukushima
7852 Itsukushima è un asteroide della fascia principale. Scoperto nel 1960, presenta un'orbita caratterizzata da un semiasse maggiore pari a 2,4172185 UA e da un'eccentricità di 0,0547459, inclinata di 4,01111° rispetto all'eclittica.